# Afore Night Come

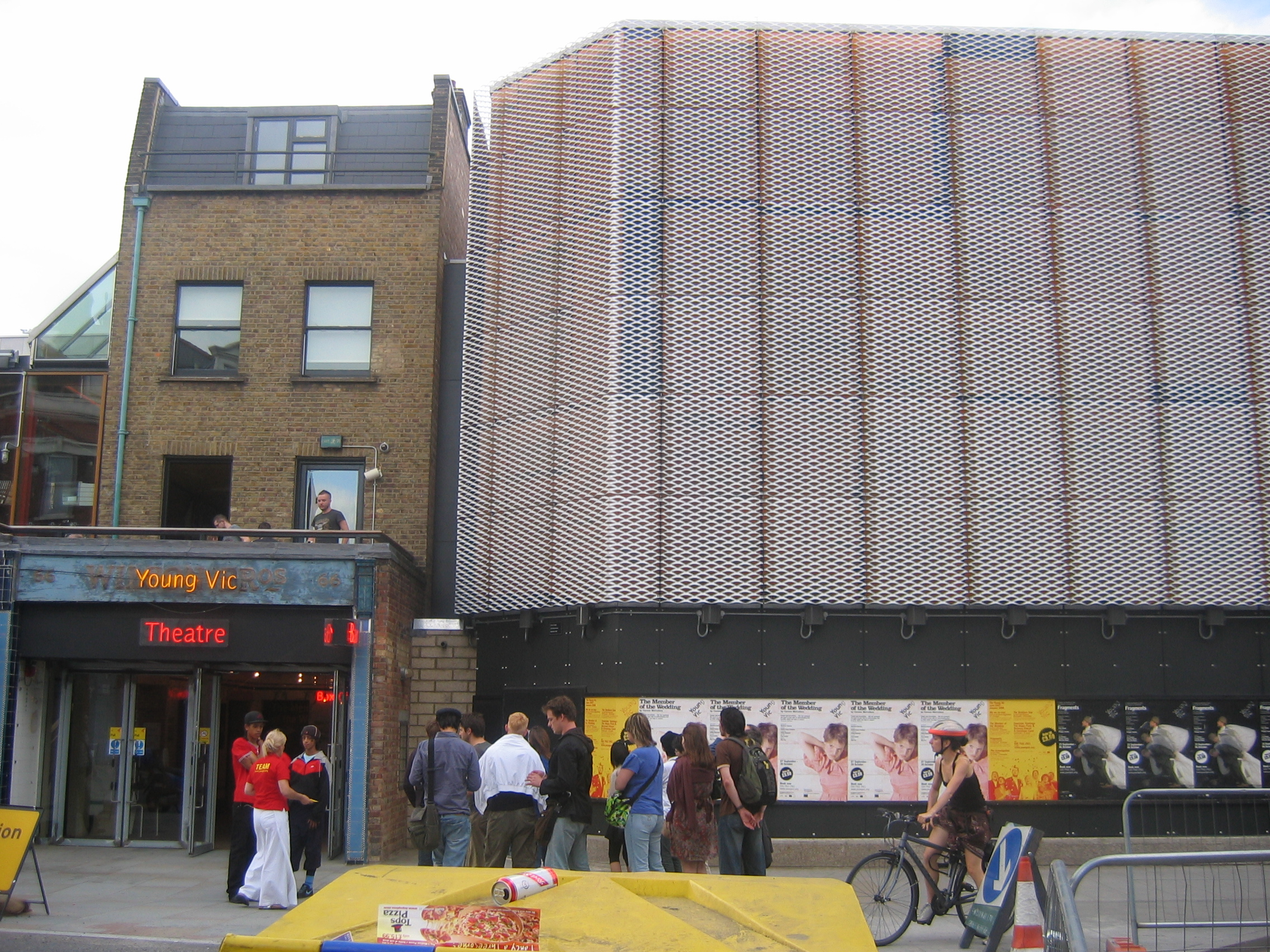
Teatro Young Vic de Londres

Afore Night Come (Antes de que anochezca) es una obra del dramaturgo británico David Rudkin, presentada por primera vez por la Royal Shakespeare Company (RSC) en 1962. Por el tema de la obra, si la producción se hubiera presentado en un teatro público, probablemente habría sido vetada por el Lord Chamberlain, de modo que el RSC montó la obra en el Arts Theatre, y sólo para espectadores socios abonados. Como resultado de la aclamación generalizada de la crítica que recibió la obra, Rudkin fue galardonado con el Evening Standard Drama Award, como el dramaturgo más prometedor del año 1962.
La obra se desarrolla en un huerto de la región de Black Country de Midlands de Inglaterra. Dos jóvenes y un vagabundo llegan una mañana en busca de trabajo para recoger fruta, pero a medida que avanza el día, hay violencia y derramamiento de sangre. Rudkin se remonta a una era pagana donde los cultivos eran fertilizados por la sangre humana. Kenneth Tynan, al revisar la obra en The Observer, escribió "desde Look Back In Anger ningún dramaturgo había hecho un debut más impactante que este".
Al escribir notas para el programa del reestreno de la obra en el Young Vic Theatre de Londres, en 2001, Rudkin explicó que temía que nadie alguna vez representara nuevamente la obra, en primer lugar, debido a su lenguaje grosero, pero también "porque tenía que pasar por esta historia oscura, una contradicción de deseo y amor para compensar la rabia y el odio, y no había chicas trabajando en esta compañía, y en cualquier caso, la rabia y el odio eran todos muy masculinos, el deseo tenía que ser masculino también, inevitablemente haciéndolo que fuera gay, lo que de acuerdo con las leyes de la época significaba, que la obra nunca podría ser puesta en escena públicamente. Y el resultado moral lógico del proceso de la obra fue un acto culminante de violencia de un tipo, que yo no creo que se haya hecho alguna vez en un escenario inglés, desde los jacobinos. Así que tuve que elegir: retroceder y no seguir las implicaciones lógicas de la obra, o caminar hacia adelante y ser condenado. Si iba a ser escritor, no había otra opción".